# Alto (album)
Alto è il secondo album in studio del rapper italiano Hyst, pubblicato il 1º gennaio 2010 dall'Alto Entertainment.

## Tracce
1. Tu ed io e loro
2. Alto
3. Ogni volta (feat. Kiave)
4. La notte dei nomadi
5. Mal di testa
6. Nulloso (feat. Xtreme Team)
7. Bello che sei (feat. Saga)
8. Vivo per me (feat. Leone Fall & Diamante)
9. Se preferisci
10. Kamikaze
11. Malinconia mi dai (feat. Apchekipe)
12. HipHop World
13. Preghiera
14. Cuore su carta (feat. Clementino)
15. Prova (feat. Cor Veleno)
16. Sbatti i piedi (feat. Jesto)
17. Il cambiamento (feat. Jimmy & Ghemon) (scratches Don Pelmo)